# Wladimir Igorewitsch Sawjalow

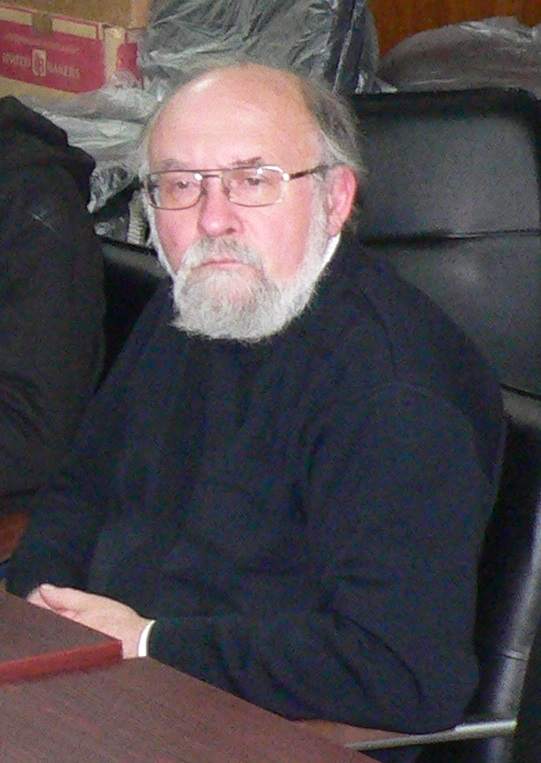
Wladimir Igorewitsch Sawjalow (2015)

Wladimir Igorewitsch Sawjalow (russisch Владимир Игоревич Завьялов; * 22. Oktober 1952 in Moskau) ist ein russischer Historiker und Archäologe.

## Leben
Sawjalow studierte an der Fakultät für Geschichte der Lomonossow-Universität Moskau (MGU). Während des Studiums arbeitete er 1974–1975 als Laborant im Staatlichen Historischen Museum. Danach arbeitete er als Laborant und dann als wissenschaftlicher Mitarbeiter im Institut für Archäologie der Akademie der Wissenschaften der UdSSR (AN-SSSR, seit 1991 Russische Akademie der Wissenschaften (RAN)). Er nahm immer wieder an archäologischen Expeditionen in die verschiedenen Teile Russlands teil, so nach Nowgorod, in das alte Rjasan, nach Zentralrussland und Spitzbergen. Sein Studium an der MGU schloss er 1979 am Lehrstuhl für Archäologie ab. Zu seinen Lehrern gehörten Boris Alexandrowitsch Koltschin, Walentin Lawrentjewitsch Janin und Walentin Wassiljewitsch Sedow. 1990 wurde er mit seiner Dissertation über die mittelalterliche Eisenverarbeitungsindustrie im Kama-Wjatka-Becken zum Kandidaten der historischen Wissenschaften promoviert.
2004 wurde Sawjalow Leiter der Archäologischen Rjasan-Expedition des Archäologischen Instituts der RAN und Leiter des Architekturmuseumsparks mit dem Rjasaner Kreml.
2006 wurde Sawjalow mit seiner Dissertation über das Schmiedehandwerk der permischen Völker im Mittelalter zum Doktor der historischen Wissenschaften promoviert. Bei seinen vielen Veröffentlichungen blieb das russische Schmiedehandwerk im Mittelalter ein Schwerpunkt.